# 低位前方切除術
低位前方切除術（ていいぜんぽうせつじょじゅつ、英: Lower anterior resection：LAR）とは、直腸癌の手術方法の一つ。直腸を切除し、肛門管と口側腸管を吻合し、永久人工肛門ではなく、肛門機能を温存する手術。
以前は肛門より5cm以上に位置する場合が吻合の限界とされてきたが、1～3cm程度しか離れていない病変でも、超低位前方切除（super lower anterior resection）が、行われている。またそれ以下の場合には内肛門括約筋切除（inter sphincteric resection：ISR）という術式も開発されている。